# Prometheus (vệ tinh)
Prometheus là một vệ tinh rìa trong của Sao Thổ. Nó được khám phá vào năm 1980 (vào lúc nào đó trước ngày 25 tháng 10) từ những bức ảnh chụp bởi tàu vũ trụ Voyager 1, và được đặt ký hiệu tạm thời là S/1980 S 27.
Vào cuối năm 1985 nó được chính thức đặt tên theo vị thần Prometheus, một Titan trong thần thoại Hy Lạp. Nó cũng được đặt ký hiệu là Saturn XVI (16). Phát âm của  Prometheus là /prəˈmiːθiəs/, prə-MEE-thee-əsprə-MEE-thee-əs; tiếng Hy Lạp: Προμηθεύς.
Prometheus có hình dáng rất dài, với thông số xấp xỉ 136 km × 79 km × 59 km (85 mi × 49 mi × 37 mi). Nó có rất nhiều chóp nhọn và vùng trũng và có thể thấy nhiều hố va chạm có đường kính vào khoảng 20 km (12 mi), nhưng nó bị va chạm ít hơn so với các vệ tinh gần đó là Pandora, Epimetheus và Janus. Với mật độ rất thấp và suất phản chiếu khá cao, có vẻ như có khả năng Prometheus là một thiên thể phủ băng hết sức xốp. Tuy nhiên có rất nhiều sự không chắc chắn trong những giá trị này, nên điều này vẫn còn cần phải được xác nhận trong tương lai.

## Tương tác với vành F và các vệ tinh khác

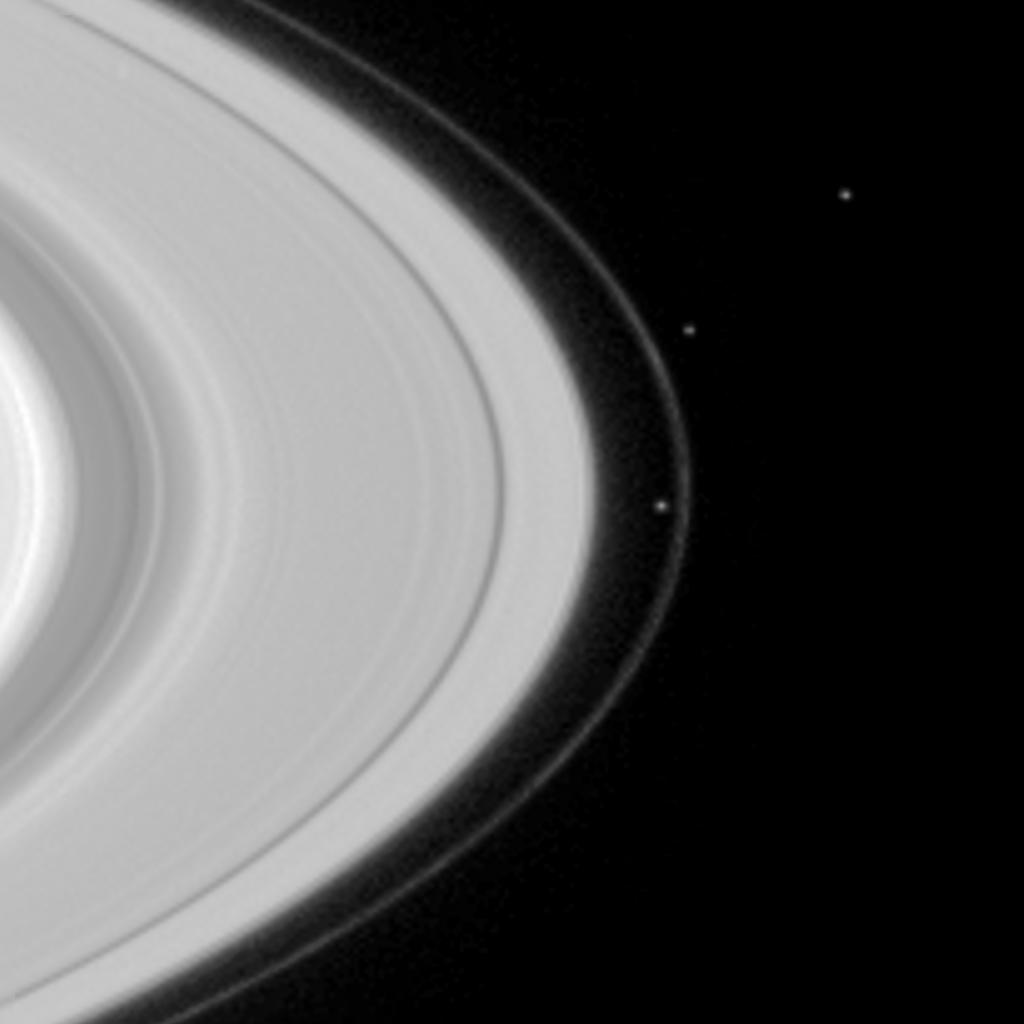
Hai vệ tinh Pandora và Prometheus trong Vành F được chụp lại từ tàu không gian Cassini vào ngày 1 tháng 5 năm 2004. Các vệ tinh được xếp từ trái sang phải lần lượt là Pandora, Prometheus và Epimetheus.

Prometheus là một vệ tinh vành đai cho rìa bên trong của Vành F hẹp của Sao Thổ. Vệ tinh Pandora có quỹ đạo chỉ ngoai bên ngoài Vành F, và trước đây cũng được coi là vệ tinh vành đai rìa ngoài của Vành F; tuy nhiên, các nghiên cứu gần đây chỉ ra rằng chỉ duy nhất vệ tinh Prometheus đóng góp cho sự giam hãm của Vành F.
Các bức ảnh từ tàu vũ trụ Cassini cho thấy rằng trường trọng lực của vệ tinh Prometheus tạo ra những chỗ vặn xoắn trong Vành F vì nó "ăn trộm" vật chất từ nó. Quỹ đạo của vệ tinh Prometheus có vẻ lộn xộn, vì là kết quả của một chuỗi gồm 4 cộng hưởng chuyển động đều 121:118 với vệ tinh Pandora. Những biến đổi đáng kể nhất trong quỹ đạo của chúng xảy ra xấp xhir mỗi 6,2 năm, khi cận điểm quỹ đạo của Pandora xếp thẳng hàng với viễn điểm quỹ đạo của vệ tinh Prometheus và các vệ tinh lại gần trong khoảng 1400 km. Bản thân vệ tinh Prometheus cũng là một thiên thể gây nhiễu loạn quan trọng của Atlas, vệ tinh mà nó có cộng hưởng kinh độ trung bình 53:54.

## Hình ảnh
- Prometheus lôi kéo vật chất từ Vành F
- Prometheus tạo ra sự xoắn vặn vào trong Vành F
- Ảnh do tàu vũ trụ Voyager 2 chụp (25 tháng 8 năm 1981)
- Ảnh do tàu vũ trụ Cassini chụp (với phần đuôi quay về phía Sao Thổ của vệ tinh này ở dưới cùng bên phải) đã cho thấy một vệ mặt phủ một lớp vật chất mịn.
- Ảnh từ 27 tháng 1 năm 2010. Ánh sáng từ Sao Thổ minh họa phía ban đêm của vệ tinh.
- Phiên bản sáng hơn của cùng một bức ảnh
- Bay ngang qua Prometheus
(6 tháng 12 năm 2015)

## Video
- Prometheus va chạm với Vành F, kéo theo một dải hẹp, và để lại một vùng tối. 12 seconds 107 kbit/s
- Video quay Prometheus và Vành F lặp lại một lần. 5 seconds 48 kbit/s